# Zone d'exclusion de Tchernobyl

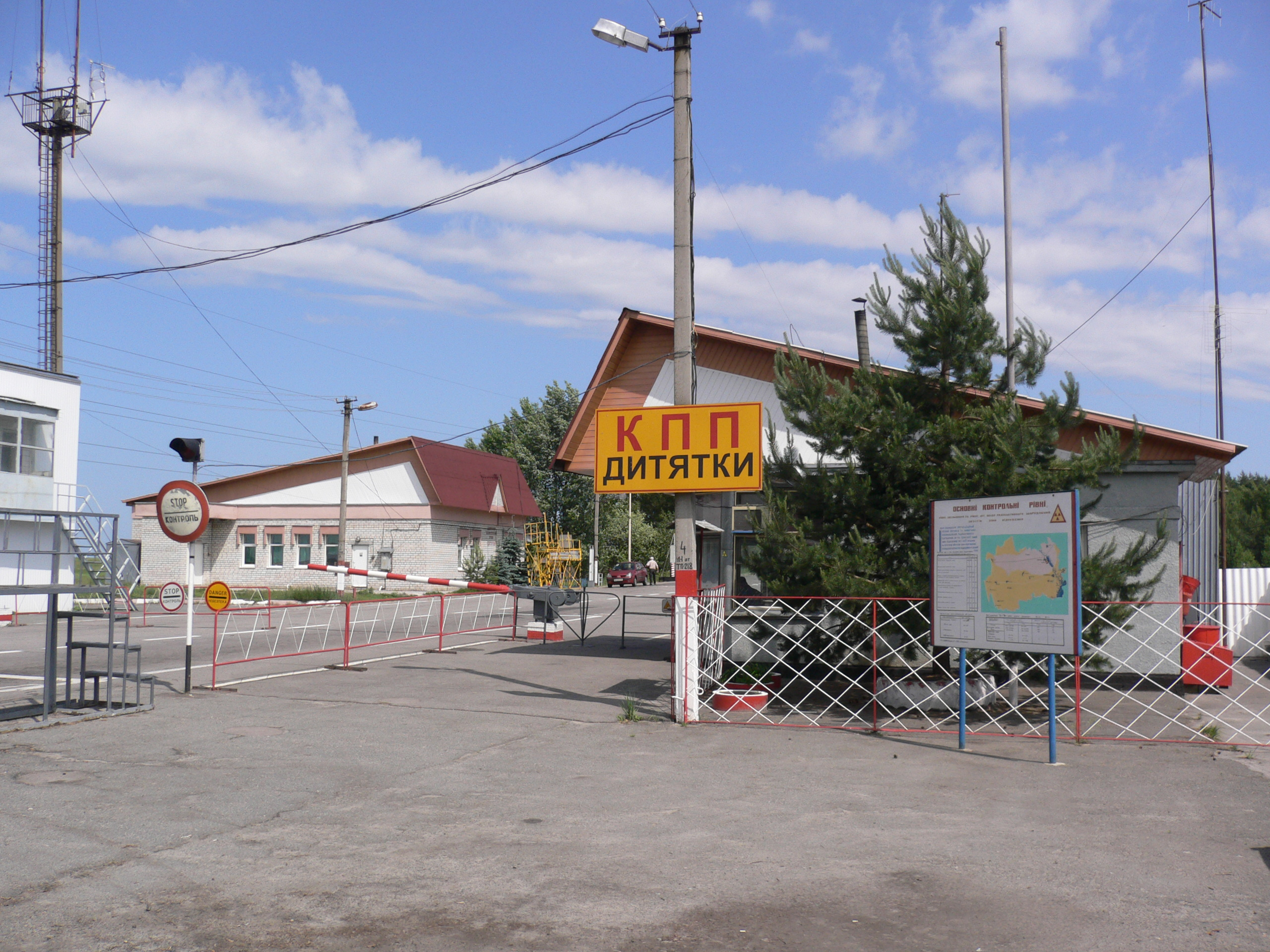
Poste de contrôle Dityatki à l'entrée de la zone d'exclusion.

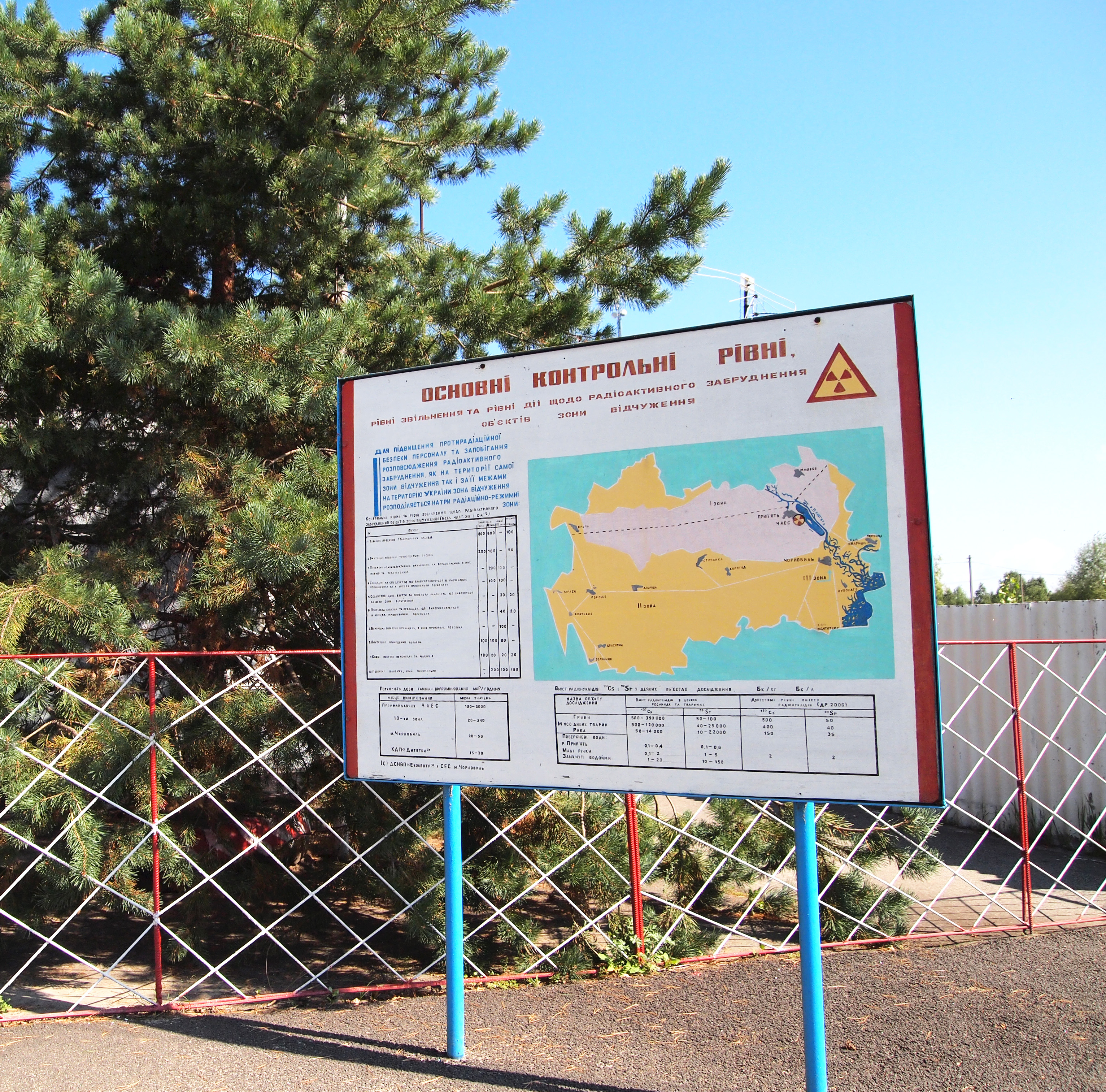
Panneau près de l'entrée dans la zone d'exclusion.

La zone d'exclusion de Tchernobyl (également appelée la zone de 30 kilomètres ou encore tout simplement La Zone, en ukrainien Чорнобильська зона, Tchornobyl's'ka zona), officiellement la Zone d'aliénation de la centrale nucléaire de Tchernobyl (Зона відчуження Чорнобильської АЕС, Zona vidtchoujennia Tchornobyl's'koï AES), est une zone d'exclusion autour de la centrale nucléaire de Tchernobyl (à cheval entre les territoires ukrainien et biélorusse) mise en place par l'Armée soviétique peu de temps après la catastrophe de 1986 afin d'évacuer le personnel de Prypiat et des villages environnants et empêcher son accès au public. En 1991, à la suite de la dislocation de l'Union soviétique qui conduit à l'indépendance de l'Ukraine, son administration est confiée au ministère des Situations d'urgences d'Ukraine (le sarcophage et l'arche de la centrale sont cependant administrés séparément).
Elle couvre au total une superficie de plus de 2 200 km2 dans le nord de l'Ukraine et 2 600 km2 dans le sud de la Biélorussie qui sont de facto des régions impropres à la vie humaine. La zone inclut géographiquement les raïons du nord de l'oblast de Kiev et de Jytomyr. Elle est habitée par plusieurs centaines de résidents illégaux (les Samosseli, самосели).
Cette zone d'exclusion est aujourd'hui l'une des zones les plus contaminées par la radioactivité dans le monde et attire l'intérêt croissant aussi bien des scientifiques que des touristes,,. La zone est devenue un lieu d'exploration des pratiquants amateurs et professionnels d'urbex, suscitant ponctuellement des critiques,.

## Radioactivité

Carte de la radioactivité autour de Tchernobyl en 1996.

Le territoire de la zone d'exclusion est contaminé de façon inégale en raison du déplacement de la poussière radioactive par le vent et la pluie au moment de la catastrophe. De plus, certaines zones abritent des sites d'enfouissement des divers matériaux et équipements utilisés pour la décontamination. C'est le cas par exemple des uniformes de pompiers abandonnés dans les souterrains de l'hôpital de Prypiat peu après la catastrophe. Ces objets hautement radioactifs ne peuvent être déplacés car toujours mortels pour tout homme s'approchant plus de quelques secondes. Or, d'autres sites demeurent mal, voire non cartographiés et ne sont connus qu'à travers les souvenirs des liquidateurs ayant procédé à cette décontamination.
Pour ces raisons, les activités humaines (tourisme, activités de chasseurs de métaux) ou les événements naturels (notamment les feux de forêt) restent une source de préoccupation pour les autorités ukrainiennes. En effet, les éléments radioactifs les plus dangereux ne devraient atteindre leur demi-vie que dans 900 ans et il faudrait théoriquement 48 000 ans pour que le reste de la radiation s'épuise[réf. nécessaire].

### Feux de forêt
Les feux de forêt sont courants dans la zone. Ce sont 1147 départs de feux qui ont ainsi été observés entre 1993 et 2013. Ces feux de forêt sont problématiques d'une part car ils exposent les pompiers se rendant sur les lieux à des niveaux importants de radionucléides, d'autre part car ils contribuent à transporter des radionucléides sur de longues distances dans les panaches de fumée. Ainsi, à plusieurs reprises (en 1992 puis en 2010), le taux de césium 137 dans l'atmosphère a augmenté en raison de feux de forêt,.
Début avril 2020 plusieurs feux sont repérés autour et à l'intérieur de la zone, nécessitant l'intervention de plusieurs centaines de pompiers,. Ces feux ont provoqué l'inquiétude car les fumées se sont propagées jusqu'à Kiev, capitale ukrainienne.
Lorsque des incendies de forêt se produisent sur des sites présentant des niveaux de rayonnement considérablement élevés, comme dans la zone d'exclusion de Tchernobyl à cheval sur l'Ukraine et la Biélorussie, les responsables et le public veulent savoir s'il existe un niveau élevé de risque de rayonnement. Alors qu'il n'y avait pas un tel risque dans la série d'incendies de forêt dans le nord de l'Ukraine dans la zone, à seulement 16 kilomètres de la frontière biélorusse, de nouveaux équipements envoyés par l'AIEA permettront de mieux préparer la surveillance des rayonnements à l'avenir.
Les incendies de forêt sont des événements récurrents dans les zones abandonnées de la zone d'exclusion de Tchernobyl, une zone de 4 760 kilomètres carrés entourant la centrale nucléaire, principalement inhabitée depuis l'accident nucléaire de Tchernobyl en 1986. Dans de telles circonstances, des données scientifiques solides sont nécessaires pour assurer la protection du public et du personnel directement impliqué, comme les pompiers, les travailleurs forestiers, les gardes-frontières, les scientifiques et les techniciens travaillant dans la zone et notamment dans la  Réserve radioécologique d'État de Polésie.
À la demande de la Biélorussie, l'AIEA a aidé à concevoir et à fournir un véhicule-laboratoire pouvant transporter une équipe de quatre personnes. Il est doté d'un dispositif d'échantillonnage d'air portable, d'un spectromètre gamma portable, d'un moniteur de rayonnement pour les mesures d'échantillons environnementaux, d'un kit d'échantillonnage de sol, de vêtements de protection individuelle, d'outils de navigation et de communication, d'un générateur électrique et d'un lieu de travail avec un ordinateur et d'autres appareils permettant d'évaluer l'activité des isotopes radioactifs du césium, du strontium et des éléments transuraniens dans l'air et le milieu.

### Lors de l'invasion de l'Ukraine par la Russie
À la suite de la bataille de Tchernobyl durant l'invasion de l'Ukraine par la Russie, l'armée russe a tenté de consolider sa position en creusant entre autres des tranchées, ce qui, combiné aux passages de camions, aurait augmenté la radioactivité d'un facteur 20 dans la zone. Cela est dû entre autres au retour à la surface d'éléments radioactifs autrefois enterrés.

## Faune et flore

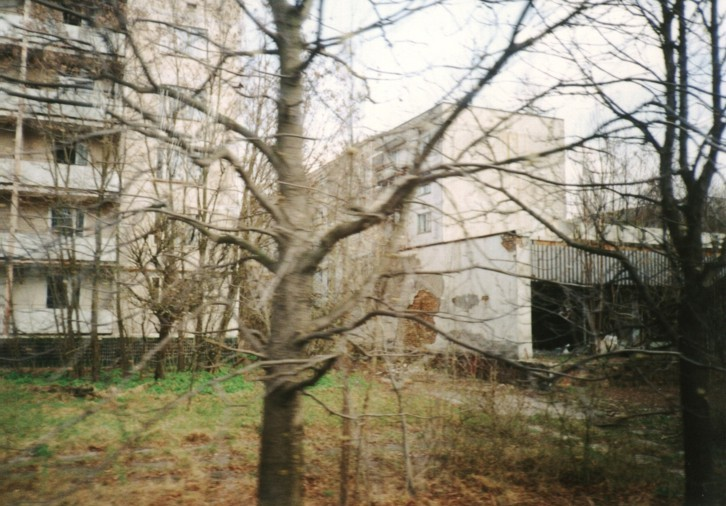
Appartements abandonnés à l'intérieur de la zone d'aliénation (Pripyat).

La végétation forestière (pins) autour de la centrale est connue sous le nom de forêt rousse (ou forêt rouge). Cette référence à la couleur rouge provient de la couleur brune des pins après leur mort à la suite de l'absorption de niveaux élevés de rayonnement radioactif. Les rivières et les lacs de la zone constituent une menace importante de propagation de limon pollué lors des crues printanières et sont systématiquement sécurisés par des digues.
Malgré le taux de radioactivité et des cas de mutations animales, la faune (loups gris, sangliers sauvages, chevreuils, pygargues à queue blanche, busards des roseaux, hiboux des marais, cerfs élaphes ou encore belettes...) aurait augmenté (et serait étendue à l'extérieur de la zone) en partie en raison de la réduction de l'impact de l’humain, faisant de la zone un parc involontaire.
Des caméras installées en différents points de la zone d'exclusion ont révélé la présence d'une faune abondante dans des zones ayant pourtant de hauts niveaux de radiations. Cependant, des effets négatifs des radiations ont aussi été mis en évidence sur les animaux : les insectes auraient une espérance de vie plus courte, et il y aurait plus d'oiseaux albinos. Un groupe de chevaux de Przewalski, race chevaline menacée d'extinction, a été volontairement lâché en liberté dans la zone d'exclusion avec l'objectif de voir si le groupe pourra prospérer et se développer.
Le documentaire Tchernobyl, une histoire naturelle ? présente l'impact sur la faune et la flore de la zone d'exclusion à la suite de la catastrophe nucléaire de Tchernobyl. Le professeur Michel Fernex, professeur honoraire de l'université de Bâle, en conteste la méthodologie et le bien-fondé, estimant au vu des rapports sérieux des biologistes que faune et flore souffrent à Tchernobyl et que la reproduction y est détériorée, avec une fragilisation du génome sur 20 générations de rongeurs étudiés et de multiples malformations et diminution du volume cérébral des hirondelles.

## Infrastructures

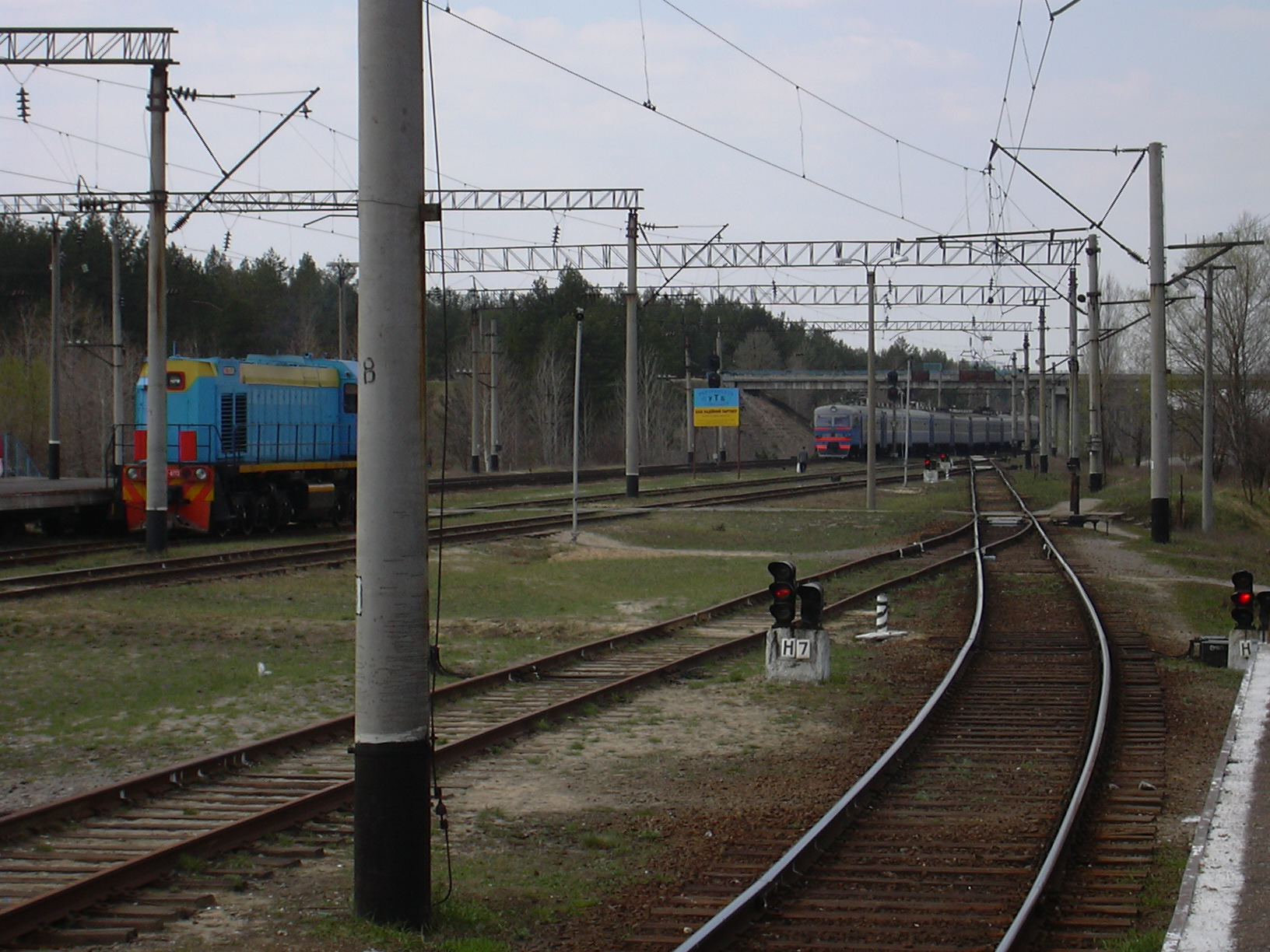
La ligne de chemin de fer dans la zone de l'aliénation à la gare de Slavoutytch.

Les infrastructures (résidentielles, industrielles et de transport) sont en grande partie en ruine depuis l'évacuation de 1986. Il y a au moins 800 « cimetières de véhicules » (ukrainien : mohyl'nyk) abritant des centaines de véhicules et des hélicoptères militaires abandonnés. Les navires et les barges fluviales se trouvent dans le port abandonné de Tchernobyl. Le plus grand cimetière de véhicules a été démantelé récemment et n'existe plus, mais le port de Tchernobyl peut facilement être vu dans les images satellites de la région. Il y a plusieurs villes et villages, environnant la centrale de Tchernobyl, comme la ville de Pripyat ou le village de Kopachi, dont la majorité des infrastructures ont été enterrées après la catastrophe.
En 2016, le gouvernement ukrainien propose un projet d'installation de centrales électriques renouvelables dans la zone d'exclusion, notamment une installation solaire de 1 000 MW, profitant de la présence des infrastructures de transport d'électricité encore présentes dans la zone.

### Tchernobyl-2
Le site de Tchernobyl-2 est une ancienne installation militaire soviétique relativement proche de la centrale, composée d'un émetteur gigantesque et d'un récepteur radar trans-horizon Duga-1 parfois connu sous le nom de « Pic-vert russe ». Le secret autour de cette installation a provoqué une rumeur selon laquelle elle serait la véritable cause de la catastrophe[réf. nécessaire]. Selon la télévision ukrainienne, la base a maintenant[Quand ?] disparu et a été remise au ministère des Situations d'urgence. Les superstructures de la station doivent être démantelées[Quand ?] par crainte de leur effondrement accidentel qui provoquerait un microséisme capable d'avoir un impact néfaste sur la radioactivité de la région.
À deux kilomètres du site se situe un grand complexe souterrain qui a été utilisé pour la défense, la surveillance anti-missile, la communication et la recherche. Les unités militaires y étaient en poste lors de l'accident nucléaire.

## Dans la culture populaire
- Les jeux vidéo S.T.A.L.K.E.R.: Shadow of Chernobyl, S.T.A.L.K.E.R.: Clear Sky, S.T.A.L.K.E.R.: Call of Pripyat se déroulent dans la zone d'aliénation, une partie de l'histoire de Call of Duty 4 Modern Warfare se passe dans la ville abandonnée de Pripyat.
- La mini-série Chernobyl dépeint l'ampleur de la zone d'exclusion autour de la centrale de Tchernobyl après la catastrophe.